# Rocchette di Fazio
Rocchette di Fazio è una frazione del comune italiano di Semproniano, nella provincia di Grosseto, in Toscana.

## Geografia fisica
Situata ad ovest del centro del capoluogo comunale, rispetto al quale dista circa 3 km, l'abitato è un caratteristico e scenografico borgo medievale che sorge su una pittoresca rupe calcarea, alle porte della Riserva naturale Bosco dei Rocconi.

## Storia
La località, già citata con il nome di Rocchetta prima dell'anno mille, divenne nel XIII secolo un possedimento della famiglia Aldobrandeschi e, alla fine del secolo, passò sotto il controllo di Fazio Cacciaconti, figlio del signore di Trequanda, che ne diede l'attuale denominazione. Durante il XIV secolo, il luogo venne prima conquistato dai Baschi di Orvieto e poi dagli Orsini di Pitigliano, entrando a far parte per un breve periodo di tempo dell'omonima contea.
Nel corso del XV secolo il centro venne conquistato da Siena, seguendone le sorti fino alla caduta della Repubblica avvenuta a metà del XVI secolo. Da allora, il paese andò incontro ad un lunghissimo periodo di declino, nonostante fosse entrato a far parte del Granducato di Toscana.
Nella seconda metà del XX secolo hanno avuto inizio una serie di restauri per il recupero del centro storico, che si sono conclusi nel 1998 con il rifacimento della pavimentazione in gran parte del borgo.

## Monumenti e luoghi d'interesse

### Architetture religiose

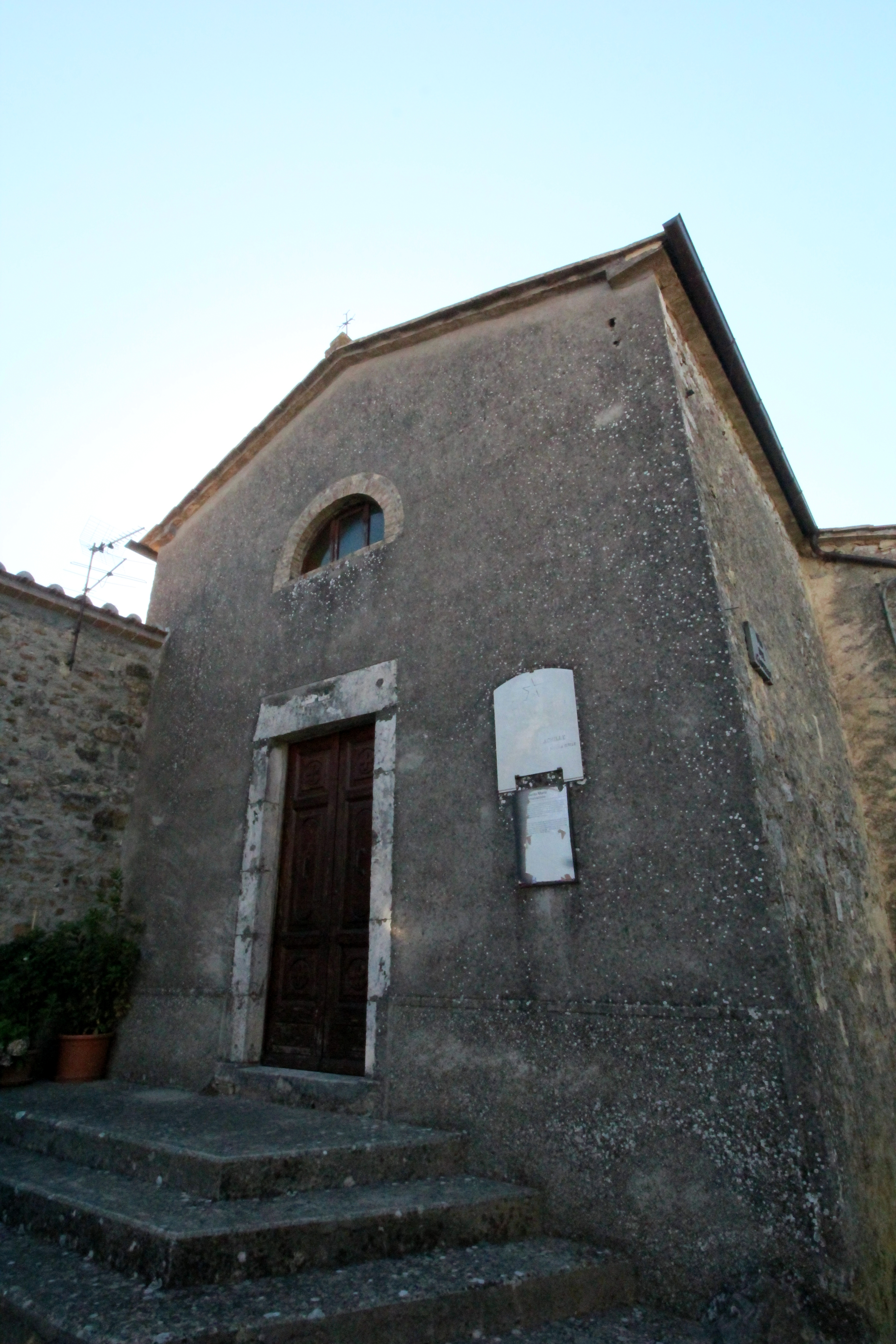
La chiesa della Consolazione

- Pieve di Santa Cristina, attualmente sconsacrata, venne edificata nel corso del XIII secolo nei pressi del castello. Al di sopra della porta d'ingresso si trova una croce templare.
- Chiesa di Santa Maria, dedicata anche alla Consolazione, venne edificata nel corso del XVI secolo.

### Architetture civili
- Palazzo dell'Ospedaletto, edificio medievale che secondo alcuni studi potrebbe essere stato l'avamposto dell'Ordine dei Templari in provincia di Grosseto, ipotesi suffragata dalla croce templare, dall'Agnus Dei e dall'effigie di Bafometto presenti sulle strutture murarie.

### Architetture militari
- Castello aldobrandesco, complesso circondato da una cinta muraria con una porta d'accesso medievale, che comprende una serie di fabbricati tra i quali il Palazzo di Giustizia e il Palazzo Pretorio (quest'ultimo ospitava l'antico municipio).
- Mura di Rocchette di Fazio, edificate durante il XIII secolo a difesa del primitivo insediamento situato nella parte alta, delimitano interamente il complesso del castello aldobrandesco, grazie ad una cortina muraria a perimetro esagonale.

## Società

### Evoluzione demografica
Quella che segue è l'evoluzione demografica della frazione di Rocchette di Fazio. Sono indicati gli abitanti dell'intera frazione e dove è possibile la cifra riferita al solo capoluogo di frazione. Dal 1991 sono contati da Istat solamente gli abitanti del centro abitato, non della frazione.
| Anno | Abitanti | Abitanti       |
| Anno | Frazione | Centro abitato |
| ---- | -------- | -------------- |
| 1640 | 35       | -              |
| 1745 | 95       | -              |
| 1833 | 156      | -              |
| 1845 | 221      | -              |
| 1921 | 234      | -              |
| 1931 | 275      | -              |
| 1961 | 342      | 138            |
| 1981 | 118      | 51             |
| 2001 | -        | 19             |
| 2011 | -        | 27             |